# دانيال مارتي
دانيال مارتي (بالإسبانية: Daniel Martí)‏ هو منافس ألعاب قوى إسباني، ولد في 23 أبريل 1973.

## وصلات خارجية
- دانيال مارتي على موقع الاتحاد الدولي لألعاب القوى (الإنجليزية)
- دانيال مارتي على موقع أوليمبيديا (الإنجليزية)